# Льговское сельское поселение (Крым)
Льговское се́льское поселе́ние (укр. Льговське сільське поселення, крымскотат. Челеби Эли кой юрту, Çelebi Eli köy yurtu) — муниципальное образование в Кировском районе Республики Крым России, в предгорье Внутренней гряды Крымских гор, в долинах рек Мокрый Индол и Восточный Булганак. Граничит с Советским и Белогорским районами
Административный центр — село Льговское.

## История
1 декабря 1970 года был создан Льговский сельский совет.
Сельское поселение образовано в соответствии с законом Республики Крым от 5 июня 2014 года.

## Население
| 2001  | 2014  | 2015  | 2016  | 2017  | 2018  | 2019  |
| ----- | ----- | ----- | ----- | ----- | ----- | ----- |
| 3026  | ↘2232 | ↗2236 | ↘2203 | ↘2193 | ↘2187 | ↘2178 |
| 2020  | 2021  |       |       |       |       |       |
| ↗2182 | ↗2184 |       |       |       |       |       |

## Состав сельского поселения
| № | Населённый пункт | Тип населённого пункта       | Население |
| - | ---------------- | ---------------------------- | --------- |
| 1 | Льговское        | село, административный центр | ↘1605     |
| 2 | Добролюбовка     | село                         | ↘263      |
| 3 | Долинное         | село                         | ↘123      |
| 4 | Пруды            | село                         | ↘241      |